# 김하용
김하용(金夏龍, 1950년 11월 5일, 경상남도 진해시 ~ )은 대한민국의 제11대 경상남도의원 겸 경상남도의회의장이며, 제1·2대 경상남도 창원시의원이며, 제8대 경상남도 진해시의원이었다. 현재 소속정당은 국민의힘이다.

## 학력
- 1957.03 ~ 1963.02 용원국민학교 졸업
- 1963.03 ~ 1966.02 웅동중학교 졸업
- ~ 2009.02 신라대학교 경영정보학과 학사 졸업

### 비학위 수료
- 부경대학교 대학원 수해양 인적자원 개발학과 졸업

## 경력
- 제11대·제12대·제13대 경상남도 창원시 의창구 수산업협동조합 조합장
- 수협중앙회 비상임이사
- 진해시 수산위원회 조정위원
- 진해시 선거관리위원회 위원
- 2005 ~ 2008 학원법인 웅동학원 재단이사
- 2006.07 ~ 2010.06 제8대 경상남도 진해시의회 의원
- 2008.07 ~ 2010.06 제8대 경상남도 진해시의회 후반기 부의장
- 2009 용원중학교 운영위원회 위원장
- 2009.11.16 한나라당 탈당
- 2010 진해용원고등학교 규룡장학회 이사
- 2010.07 ~ 2012.01 제1대 경상남도 창원시의회 의원
- 2010.07 ~ 2012.01 제1대 경상남도 창원시의회 전반기 환경문화위원회 위원
- 2011.12.15 민주당 입당
- 2012.02.27 민주통합당 탈당
- 2014.07 ~ 2018.05 제2대 경상남도 창원시의회 의원
- 2014.07 ~ 2016.07 제2대 경상남도 창원시의회 전반기 부의장
- 2016.07 ~ 2018.05 제2대 경상남도 창원시의회 후반기 의장
- 2017.04.10 국민의당 입당
- 2018.03.06 바른미래당 탈당
- 2018.03.21 더불어민주당 복당
- 2018.07 ~ 2022.06 제11대 경상남도의회 의원
- 2018.07 ~ 2020.07 제11대 경상남도의회 전반기 부의장
- 2018.07 ~ 2020.07 제11대 경상남도의회 전반기 농해양수산위원회 위원
- 안골포초등학교 운영위원장
- 2020.07.28 더불어민주당 경남도당 제명
- 2020.07 ~ 2022.06 제11대 경상남도의회 후반기 의장
- 2020.07.29 더불어민주당 중앙당 제명 확정
- 2020.09 ~ 2022.06 제17대 전국시도의회의장협의회 후반기 부회장
- 2022.01.23 국민의당 입당
- 국민의 도전 선거대책위원회 경상남도 공동선거대책위원장
- 국민의당 경상남도당 위원장
- 2022.05.03 국민의힘-국민의당 합당

## 수상
- 대한민국 환경문화공헌대상 지방자치발전부문 수상

## 역대 선거 결과
|  | 39.39% |

|  | 19.18% |

|  | 0% |

|  | 25.28% |

|  | 56.23% |

## 참고 자료
- 김하용 - X